# Marie Madeleine Starace
 (mars 2016).
Si vous disposez d'ouvrages ou d'articles de référence ou si vous connaissez des sites web de qualité traitant du thème abordé ici, merci de compléter l'article en donnant les références utiles à sa vérifiabilité et en les liant à la section « Notes et références ».
Marie Madeleine de la Passion née Costanza Starace, (1845-1921) est une religieuse italienne, fondatrice des Sœurs compassionistes servites de Marie, et reconnue bienheureuse par l'Église catholique. 

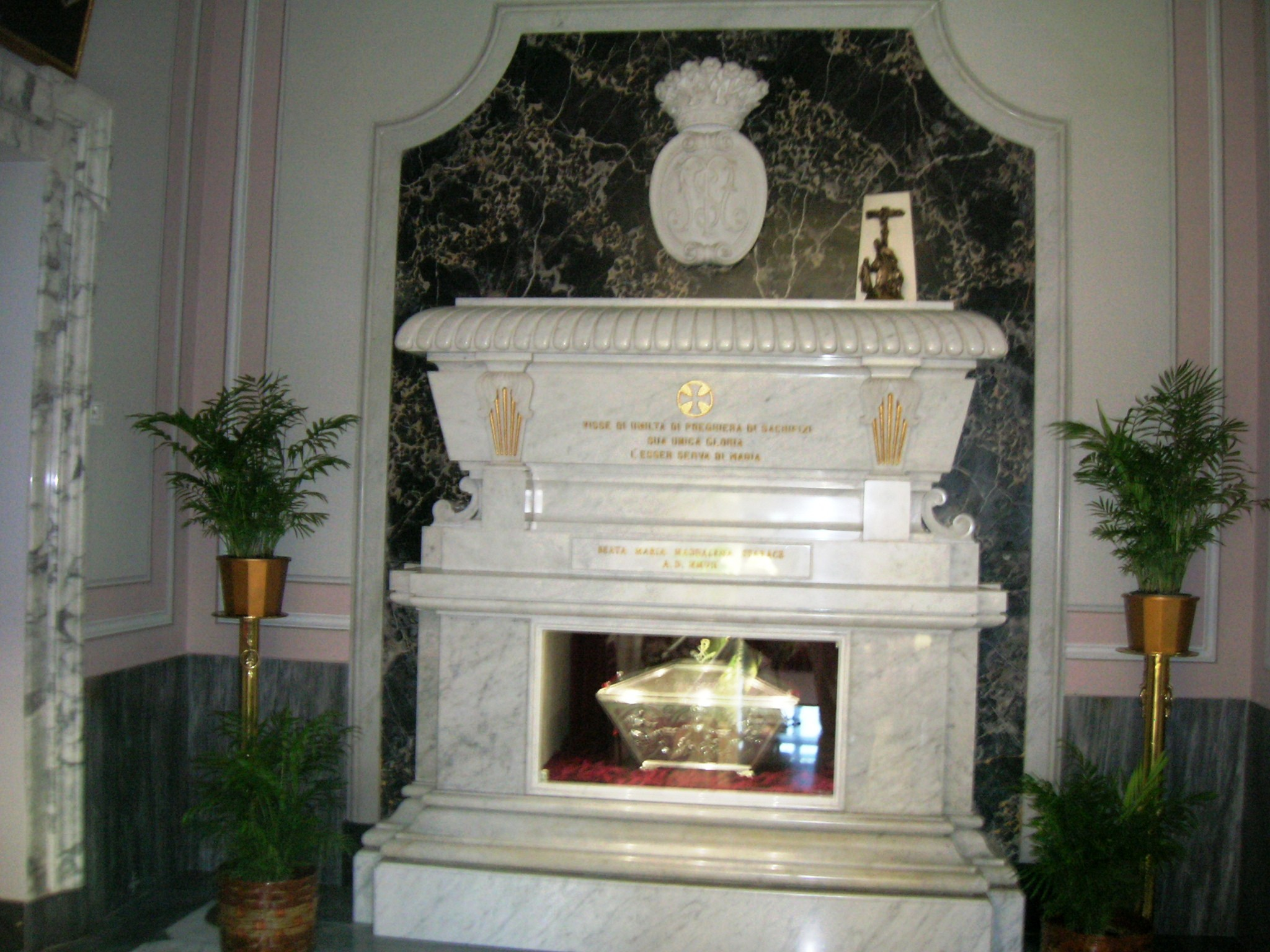
Reliques de Marie Madeleine Starace,, Scanzano, Castellammare di Stabia.

## Biographie
Costanza (Constance) Starace est née le 5 septembre 1845 de Francesco Starace et Maria Rosa Cascone, premier de six enfants. Lors de son baptême, elle est consacrée à la Mère de Dieu pour être protégée.
Enfant, elle fréquente le pensionnat que les Filles de la Charité tiennent à Castellammare di Stabia. Attirée par la vie religieuse, elle entre au couvent à l'âge de douze ans, mais elle est renvoyée deux ans plus tard en raison de sa mauvaise santé. C'est de retour chez elle qu'elle fait appel à un tuteur qui l'aide également à entamer une vie de réflexion régulière. Adolescente, elle a tenté à deux reprises d'entrer dans la vie religieuse, mais sa santé l'a empêchée de le faire et elle a dû retourner chez elle ; malgré ces tentatives, ses parents s'y sont opposés. Elle devint une tertiaire servite, et fit sa profession perpétuelle le 18 juin 1867 sous le nom de Marie Madeleine de la Passion. L'évêque de Castellammare di Stabia, Francesco Petagna, la place à la tête de la Pieuse union des filles de Marie et consacre une partie de son temps à enseigner le catéchisme aux jeunes.
À la suite d'une série d'épidémies de choléra, elle décide de réunir un groupe de femmes pour aider les personnes souffrant de la maladie. C'est à ce moment-là qu'elle a créé les Sœurs compassionistes servites de Marie ; l'ordre a reçu l'approbation initiale le 27 mai 1871.
Starace est morte le 13 décembre 1921 d'une pneumonie. Elle a été réinhumée à Scanzano, frazione de Castellammare di Stabia le 19 août 1929. 

## Béatification et canonisation
- 1939 : ouverture de la cause en béatification et canonisation ;
- 7 juillet 2003 : le pape Jean-Paul II lui attribue le titre de vénérable ;
- 15 avril 2007 : béatification célébrée à Castellammare di Stabia par le cardinal José Saraiva Martins au nom du pape Benoît XVI.

Fête liturgique fixée au 5 septembre.

## Source
- (en) Cet article est partiellement ou en totalité issu de l’article de Wikipédia en anglais intitulé « Costanza Starace » (voir la liste des auteurs).